# مكثفة ذات قواطع
مكثفة ذات قواطع وتُعرف أيضًا باسم مكثف التبديل (SC) هو عنصر دائرة إلكترونية يقوم بتنفيذ مرشح. إنه يعمل عن طريق تحريك الشحنات داخل وخارج المكثفات عند فتح المفاتيح وإغلاقها. عادة، يتم استخدام الإشارات غير المتداخلة للتحكم في المفاتيح، بحيث لا يتم إغلاق جميع المفاتيح في وقت واحد. تسمى المرشحات المنفذة باستخدام هذه العناصر «مرشحات مكثف التبديل»، وتعتمد فقط على النسب بين السعات. وهذا يجعلها أكثر ملاءمة للاستخدام داخل الدوائر المتكاملة، حيث تكون المقاومات والمكثفات المحددة بدقة غير اقتصادية في بنائها.
يتم تنفيذ دوائر مكثفة ذات قواطع عادةً باستخدام تقنية أكسيد المعادن وأشباه الموصلات (MOS)، مع مكثفات MOS ومفاتيح التبديل ذات التأثير الميداني (MOSFET)، ويتم تصنيعها عادةً باستخدام عملية MOS التكميلية (CMOS). تشمل التطبيقات الشائعة لدارات مكثفة ذات قواطع الدوائر المتكاملة ذات الإشارات المختلطة ، ورقائق المحول الرقمي إلى التناظري (DAC)، ورقائق المحول التناظري إلى الرقمي (ADC)، ومرشحات الترميز لتعديل الكود النبضي (PCM)، والمهاتفة الرقمية PCM.

## المقاوم بتبديل المكثف

المقاوم بتبديل مكثف

أبسط مكثفة ذات قواطع هي المقاوم بتبديل مكثف، وهي مصنوعة من مكثف واحد C ومفتاحين S 1 و S 2 اللذان يربطان المكثف بتردد معين بالتناوب إلى مدخلات ومخرجات SC. كل دورة تبديل تقوم بتحويل شحنة {\displaystyle q} من الإدخال إلى الإخراج بتردد التبديل {\displaystyle f}. تُعطى الشحنة q على مكثف C بجهد V بين الألواح من خلال:
{\displaystyle q=CV\ }
حيث V هو الجهد عبر المكثف. لذلك، عندما يكون S 1 مغلقًا بينما S 2 مفتوحًا، تكون الشحنة المخزنة في المكثف C S هي:
{\displaystyle q_{\text{IN}}=C_{S}V_{\text{IN}}.\ }
عندما يكون S 2 مغلقًا (S 1 مفتوح - لا يتم إغلاقهما في نفس الوقت مطلقًا)، يتم نقل بعض هذه الشحنة خارج المكثف، وبعد ذلك تكون الشحنة المتبقية في المكثف C S هي:
{\displaystyle q_{\text{OUT}}=C_{S}V_{\text{OUT}}.\ }
وبالتالي، فإن الشحنة الخارجة من المكثف إلى الخرج هي:
{\displaystyle q=q_{\text{IN}}-q_{\text{OUT}}=C_{S}(V_{\text{IN}}-V_{\text{OUT}})\ }
نظرًا لأنه يتم نقل هذه الرسوم q بمعدل f، فإن معدل نقل الشحنة لكل وحدة زمنية هو:
{\displaystyle I=qf.\ }
(إن النقل المستمر للشحنة من عقدة إلى أخرى يعادل التيار، لذلك يتم استخدام I (رمز التيار الكهربائي).)
استبدال q في أعلاه، لدينا:
{\displaystyle I=C_{S}(V_{\text{IN}}-V_{\text{OUT}})f\ }
وV يكون الجهد عبر مكثفة ذات قواطع من المدخلات إلى المخرجات. وبالتالي:
{\displaystyle V=V_{\text{IN}}-V_{\text{OUT}}.\ }
وبالتالي فإن المقاومة المكافئة R (أي، والجهد – العلاقة الحالية) هو:
{\displaystyle R={V \over I}={1 \over {C_{S}f}}.\ }
وبالتالي، فإن مكثف ذا قواطع يتصرف مثل المقاوم الذي تعتمد قيمته على السعة C S وتبديل التردد f.
يتم استخدام المقاوم في المكثفة ذات قواطع كبديل للمقاومات البسيطة في الدوائر المتكاملة لأنه من السهل تصنيعه بشكل موثوق به مع مجموعة كبيرة من القيم. كما أن لها فائدة تتمثل في إمكانية تعديل قيمتها عن طريق تغيير تردد التبديل (أي أنها مقاومة قابلة للبرمجة). أنظر أيضا: تطبيقات المكبرات التشغيلية.
يمكن استخدام هذه الدائرة نفسها في أنظمة زمنية منفصلة (مثل المحولات التناظرية إلى الرقمية) كدائرة مسار وتثبيت. خلال مرحلة الساعة المناسبة، يقوم المكثف بأخذ عينات من الجهد التناظري من خلال المفتاح الأول وفي المرحلة الثانية يقدم هذه القيمة التي تم أخذ عينات منها إلى دائرة إلكترونية للمعالجة.

## المكامل الحساس

مكثف بسيط ومكثف حساس

غالبًا ما تُستخدم دوائر مكثف بتبديل لتوفير كسب وتكامل دقيق للجهد عن طريق تبديل مكثف عينات إلى جهاز أمبير مع مكثف {\displaystyle C_{fb}} في ردود الفعل. واحدة من أقدم هذه الدوائر هي الدمج الحساس الذي طوره المهندس التشيكي بيدريش هوستيكا. هنا تحليل. للدلالة به {\displaystyle T=1/f} فترة التبديل. في المكثفات
{\displaystyle {\text{charge}}={\text{capacitance}}\times {\text{voltage}}}
بعد ذلك، عندما يتم فتح S1 وإغلاق S2 (لا يتم إغلاق كلاهما في نفس الوقت)، لدينا ما يلي:
1) لأن {\displaystyle C_{s}} قام للتو بشحن:
{\displaystyle Q_{s}(t)=C_{s}\cdot V_{s}(t)\,}
2) لأن غطاء التعليقات، {\displaystyle C_{fb}}، يتم شحنه فجأة بهذا القدر من الشحنة (بواسطة المرجع أمبير، الذي يبحث عن دائرة كهربائية قصيرة افتراضية بين مدخلاته):
{\displaystyle Q_{fb}(t)=Q_{s}(t-T)+Q_{fb}(t-T)\,}
الآن قسمة 2) على {\displaystyle C_{fb}} :
{\displaystyle V_{fb}(t)={\frac {Q_{s}(t-T)}{C_{fb}}}+V_{fb}(t-T)\,}
وإدخال 1):
{\displaystyle V_{fb}(t)={\frac {C_{s}}{C_{fb}}}\cdot V_{s}(t-T)+V_{fb}(t-T)\,}
تمثل هذه المعادلة الأخيرة ما يجري في {\displaystyle C_{fb}} - تزيد (أو تنقص) جهدها في كل دورة حسب الشحنة التي «تضخ» منها {\displaystyle C_{s}} (بسبب المرجع أمبير).
ومع ذلك، هناك طريقة أكثر أناقة لصياغة هذه الحقيقة إذا {\displaystyle T} قصير جدا. دعونا نقدم {\displaystyle dt\leftarrow T} و {\displaystyle dV_{fb}\leftarrow V_{fb}(t)-V_{fb}(t-dt)} وأعد كتابة المعادلة الأخيرة مقسومة على dt:
{\displaystyle {\frac {dV_{fb}(t)}{dt}}=f{\frac {C_{s}}{C_{fb}}}\cdot V_{s}(t)\,}
لذلك، يأخذ جهد خرج op-amp الشكل:
{\displaystyle V_{OUT}(t)=-V_{fb}(t)=-{\frac {1}{{\frac {1}{fC_{s}}}C_{fb}}}\int V_{s}(t)dt\,}
هذا هو عامل تكامل معكوس مع «مقاومة مكافئة» {\displaystyle R_{eq}={\frac {1}{fC_{s}}}}. هذا يسمح بتعديله عبر الإنترنت أو وقت التشغيل (إذا تمكنا من جعل المفاتيح تتأرجح وفقًا لبعض الإشارات المعطاة بواسطة متحكم دقيق على سبيل المثال).

## المكامل غير الحساس

### الاستخدم
يستخدم الدمج غير الحساس المتأخر على نطاق واسع في الدوائر الإلكترونية ذات الوقت المنفصل مثل مرشحات biquad والهياكل المضادة للاسم المستعار ومحولات بيانات دلتا سيغما. تنفذ هذه الدائرة وظيفة المجال z التالية:
{\displaystyle H(z)={\frac {1}{z-1}}}

## المحول المضاعف الرقمي إلى التناظري

1.5 بت مضاعفة المحول الرقمي إلى التناظري

تتمثل إحدى الخصائص المفيدة لدارات المكثف المحول في أنه يمكن استخدامها لأداء العديد من مهام الدائرة في نفس الوقت، وهو أمر صعب مع مكونات الوقت غير المنفصلة. يعد المضاعف من المحول الرقمي إلى التناظري (MDAC) مثالاً لأنه يمكن أن يأخذ مدخلات تمثيلية، ويضيف قيمة رقمية {\displaystyle d} إليها، واضرب هذا في بعض العوامل بناءً على نسب المكثف. يتم إعطاء ناتج MDAC من خلال ما يلي:
{\displaystyle V_{Out}={\frac {V_{i}\cdot (C_{1}+C_{2})-(d-1)\cdot V_{r}\cdot C_{2}+V_{os}\cdot (C_{1}+C_{2}+C_{p})}{C_{1}+{\frac {(C_{1}+C_{2}+C_{p})}{A}}}}}
يعد MDAC مكونًا شائعًا في خطوط الأنابيب التناظرية الحديثة للمحولات الرقمية بالإضافة إلى الإلكترونيات التناظرية الدقيقة الأخرى وقد تم إنشاؤه لأول مرة في النموذج أعلاه بواسطة ستيفن لويس وآخرون في مختبرات بيل.

## تحليل دوائر المكثف بتبديل
يتم تحليل دارات المكثف المحول عن طريق تدوين معادلات حفظ الشحنة، كما في هذه المقالة، وحلها باستخدام أداة الجبر الحاسوبية. لتحليل اليد وللحصول على مزيد من التبصر في الدوائر، من الممكن أيضًا إجراء تحليل الرسم البياني لتدفق الإشارة، بطريقة مشابهة جدًا للدوائر ذات المكثف المحول ودوائر الوقت المستمر.